# 카리스 미첼센
카리스 미첼센(Charis Michelsen, 1974년 12월 30일 ~ )은 미국의 배우, 메이크업 아티스트, 텔레비전 배우, 영화배우이다.

## 영화
- 위험한 관계 (2005년) - 아이린 역
- 체 게바라 (2005년)